# Děčín

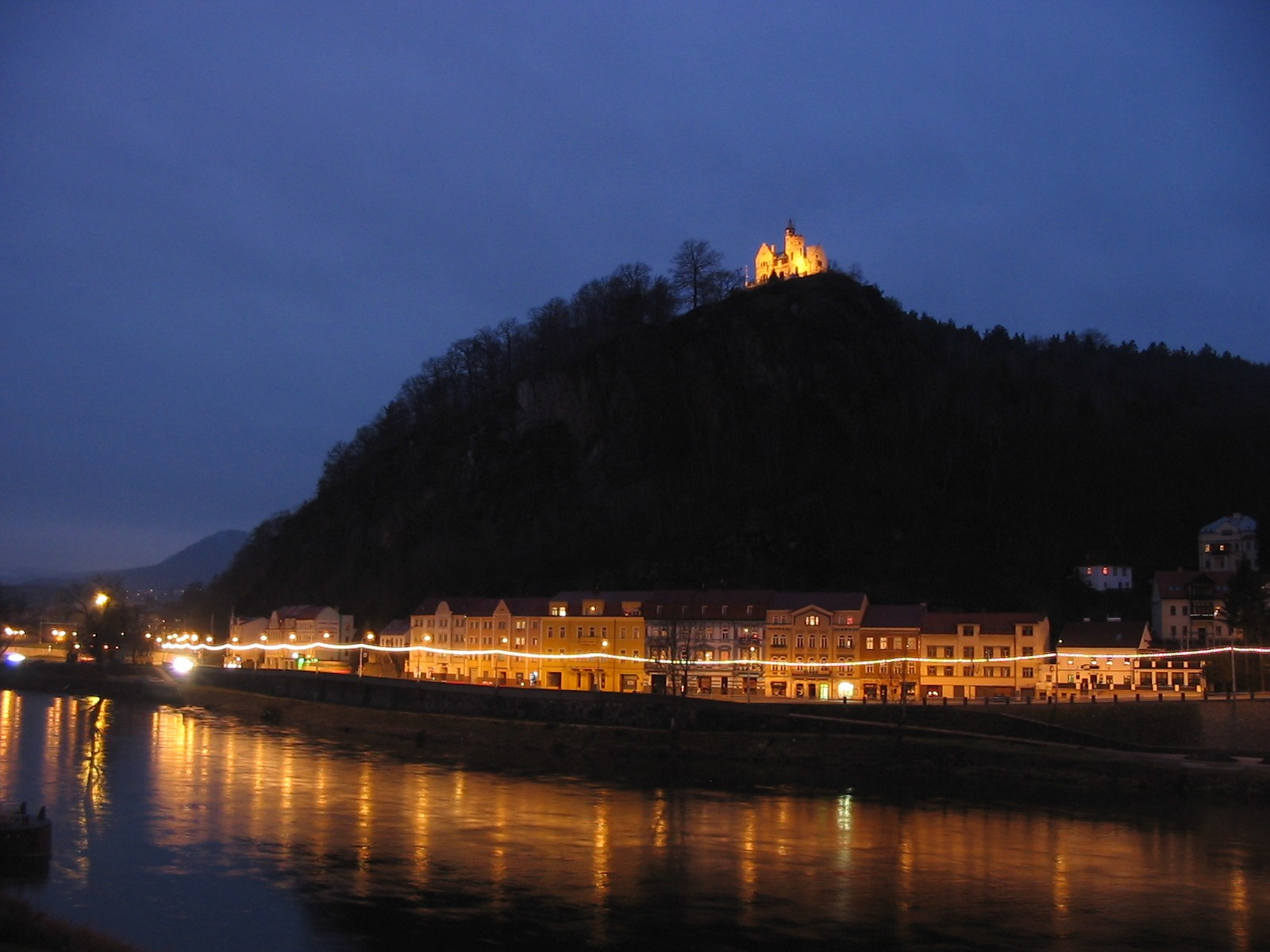
Děčín bij avond

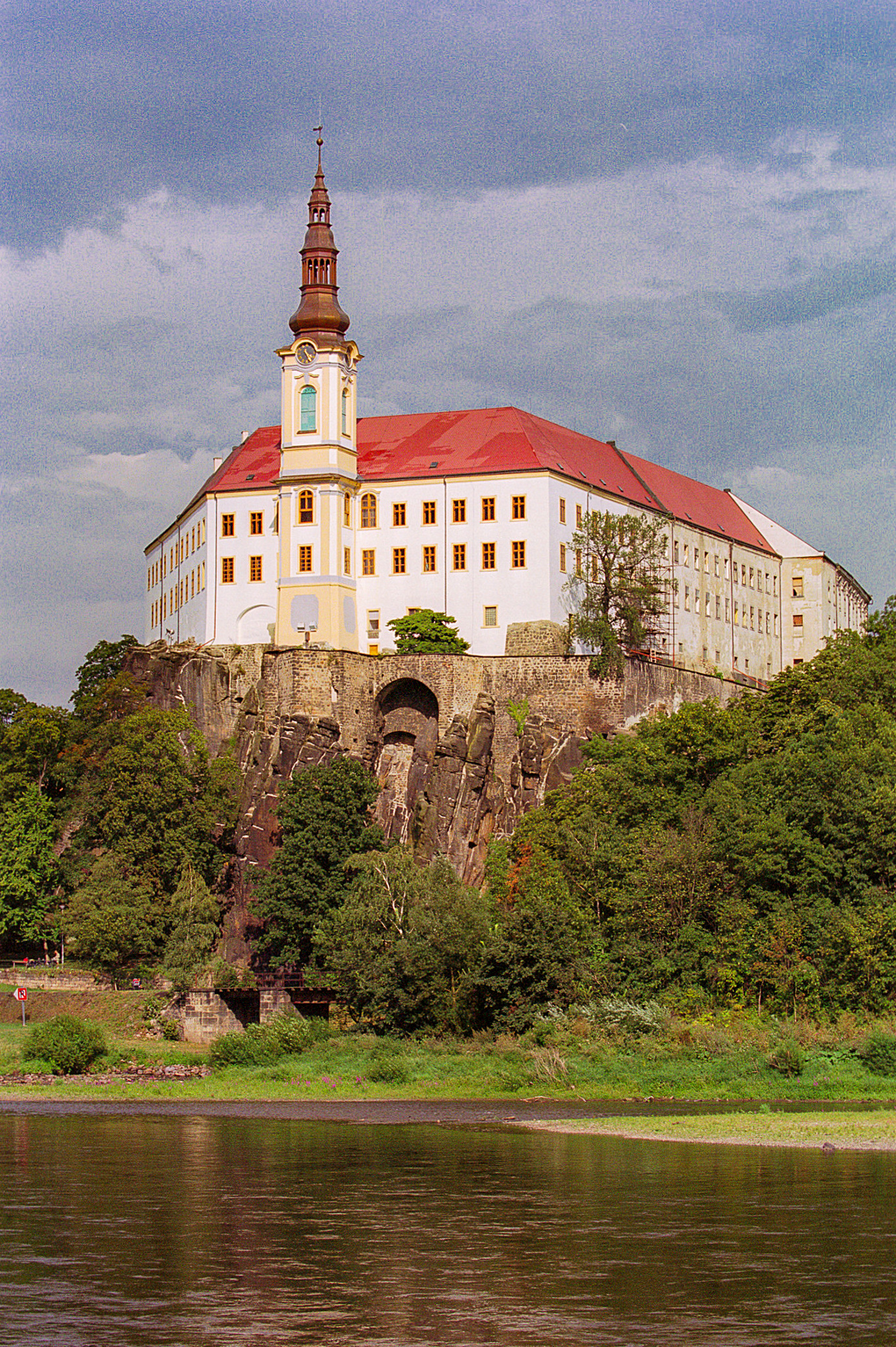
Het Kasteel Děčín, waarvan de eerste vermelding stamt uit het jaar 1128

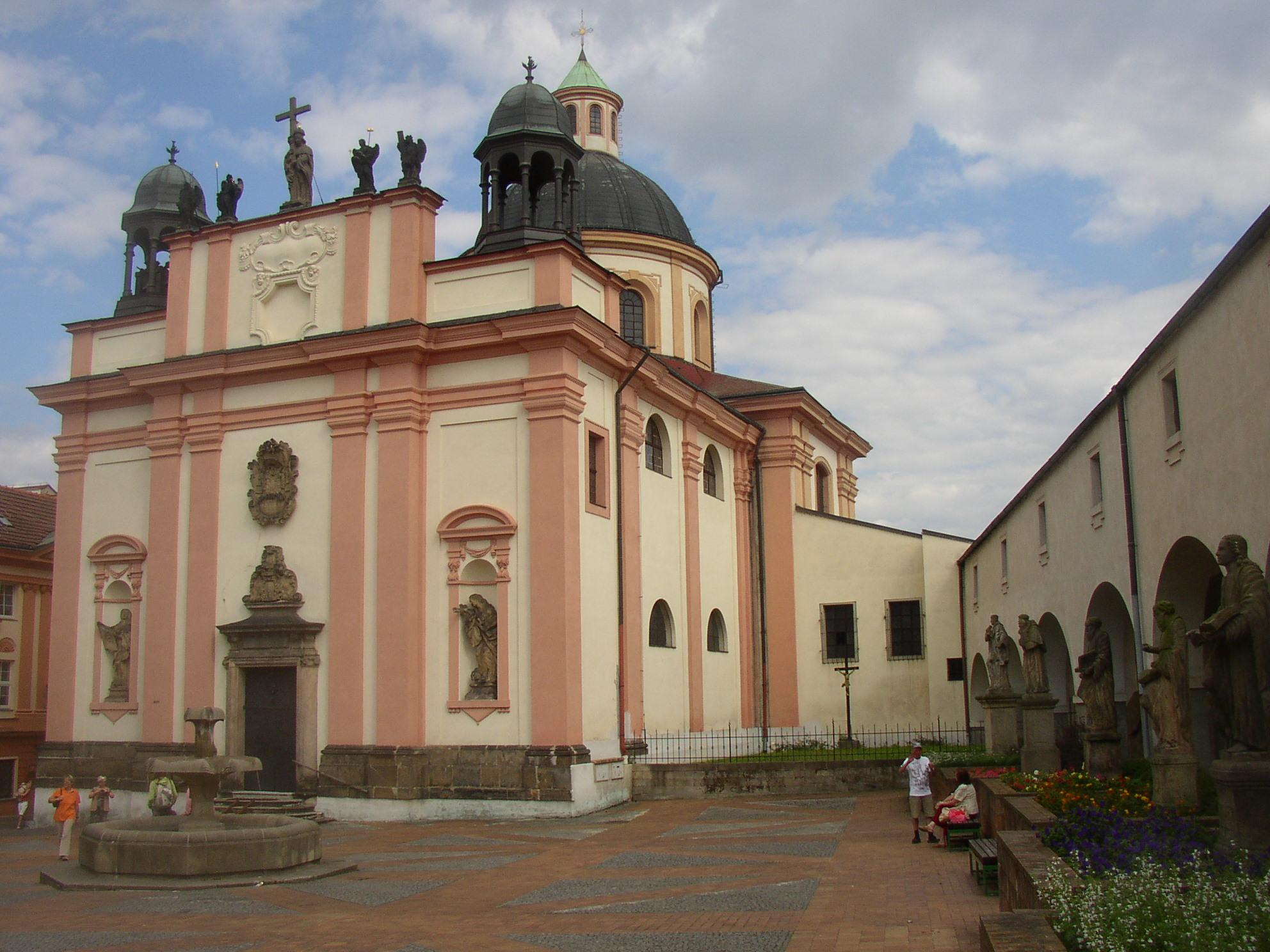
Heilige Kruiskerk

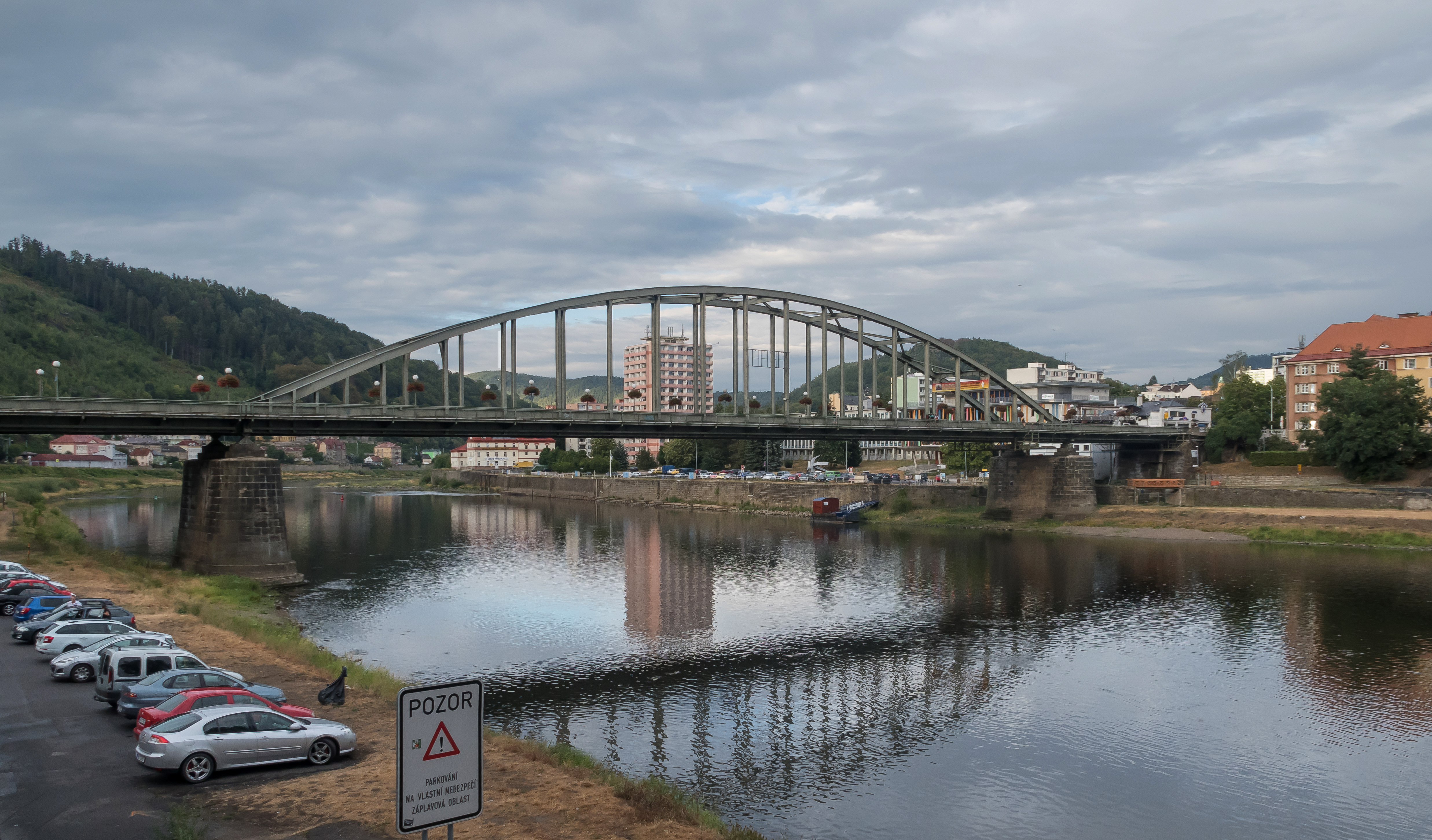
Oude brug (Tyršova) over de Elbe bij Děčín

Děčín (Duits: Tetschen) is een statutaire stad in de Tsjechische regio Ústí nad Labem, en maakt deel uit van het district Děčín. De stad, die aan de rivier Elbe ligt, is met 135 meter hoogte de laagstgelegen stad van Tsjechië.
Děčín is een geografisch grote gemeente, die in totaal bestaat uit 35 stadsdelen. De meeste van deze stadsdelen zijn voormalige zelfstandige gemeenten die zijn samengevoegd met de stad. In het noorden grenst de gemeente aan Duitsland.

## Geschiedenis
Archeologische vondsten tonen aan dat het gebied rond Děčín al aan het begin van de bronstijd bewoond werd. Nadat Germaanse stammen, met name de Markomannen, waren vertrokken werd het gebied in de 7de eeuw, voorlopig spaarzaam, door Slavische stammen bevolkt, die zich ter plaatse Dačane noemde. Zij organiseerden zich in een graafschap dat zich eerst verbond met het Groot-Moravische Rijk en nadat dit was uiteengevallen met Praag, waar zich toen een bovenregionaal gezag als begin van het koninkrijk Bohemen zou ontwikkelen. In de 10e eeuw bouwden deze Přemysliden op de plaats waar tegenwoordig de burcht ligt een houten vesting. Aan het einde van deze eeuw werd de bevolking gekerstend. Kerkelijk kwam het gebied onder het aartsbisdom Mainz dat de eerste kerken stichtte. De vesting had als taak de verdediging en controle van een belangrijke voorde in de Elbe. Vlakbij ontstond nu een handelsplaats, waarvan de eerste schriftelijke vermelding uit het jaar 993 stamt. De eerste vermelding van de burcht stamt uit 1128.
In de 13e eeuw werd de houten vesting omgebouwd tot een stenen kasteel. In het kasteel werd het bestuur van het domein Děčín gevestigd. Koning Ottokar II van Bohemen besloot ten zuiden van het kasteel een nieuwe stad te stichten, waarschijnlijk omdat de oorspronkelijke nederzetting lager lag en steeds door hoogwater werd bedreigd. In de 14e eeuw stichtte het adellijke geslacht Von Wartenberg ten noorden van het kasteel volgens Maagdenburger recht opnieuw een stad, waar nu een groot deel van de inwoners van de zuidelijke stad ging wonen. Tussen 1347 en 1350 sloeg de pest toe in de stad. Het precieze jaartal waarin de nu Tetschen geheten stad stadsrechten kreeg is niet bekend, maar waarschijnlijk was dit in de eerste helft van de 14e eeuw. De handwerkers en handelslieden die de stad bevolkten kwamen vooral uit Saksen en Thüringen; zij noemden haar Tetschen. De wijde omgeving werd deels ontbost en nieuwe dorpen ontstonden op de vrijgekomen gronden.
In 1534 werd het gebied rond Tetschen, inclusief de stad en de burcht, eigendom van het adellijke geslacht Von Bünau. Op dat moment begon de bloei van de stad, doordat die familie belang had bij de economische ontwikkeling van de stad. Een belangrijke maatregel van de familie was de intensivering van de houthandel, waarvoor de bossen in de omgeving goede mogelijkheden boden. Tegelijkertijd werd ook begonnen met schapenteelt. In de omgeving van de stad werd er begonnen aan de wijnbouw en fruitteelt.
Gedurende de Dertigjarige Oorlog (1618 - 1648) waren het kasteel en de stad afwisselend in handen van de Saksen, de Zweden en de keizerlijke troepen. De stad brandde meerdere malen af tijdens de oorlog. De bevolking die was meegegaan in de lutherse hervorming week voor een deel uit naar Saksen toen de nieuwe Habsburgse koningen in 1621 de contrareformatie doorvoerden en het lutherse geloof verboden. Het bezit van de stad werd aan het adellijke geslacht von Thun und Hohenstein toegekend (zie Boheemse adel).
Aan de linker oever van de Elbe bevonden zich tot het midden van de 19e eeuw enkel een paar kleine nederzettingen, die in 1850 werden samengevoegd met de plaats Bodenbach (sinds 1945 'Podmokly'). Een jaar later, op 6 april 1851, werd het laatste deel van de spoorlijn van Bad Schandau naar Bodenbach in gebruik genomen. Door deze spoorlijn begon de linker oever van de Elbe zich ook economisch te ontwikkelen en vestigden talrijke industriële bedrijven zich daar. Bodenbach ontwikkelde zich tot een industriestad met een jugendstil-uiterlijk. In 1880 haalde Bodenbach de stad Tetschen, aan de rechter oever van de Elbe, in wat betreft inwoneraantal en economische betekenis. Aan het begin van de 20e eeuw was er in beide steden een snelle economische ontwikkeling.
Sinds 1918 behoorde de tweelingstad tot de nieuw opgerichte republiek Tsjecho-Slowakije. Omdat 85% van de bevolking uit Duitstaligen, zogeheten Sudeten-Duitsers, bestond werd het gebied in 1938 met het overige Sudetenland bij Duitsland gevoegd volgens het Verdrag van München. Bestuurlijk ging dit gebied deel uitmaken van de 'Reichsgau Sudetenland'. Het Joodse deel van de bevolking vluchtte, het Tsjechische deel werd uitgewezen, behalve tweetaligen die de Duitse nationaliteit aanvaardden.
Op 1 oktober 1942 werden de steden Bodenbach en Tetschen samen met de gemeente 'Altstadt' (sinds 1945 'Staré Město') samengevoegd. De nieuwe stad ging Tetschen-Bodenbach heten.
In 1945 na de Tweede Wereldoorlog werd volgens de Benes-decreten het Sudetenduitse deel van de bevolking verdreven, waardoor het inwoneraantal terugliep van ongeveer 36.000 in 1942 naar 10.639 op 22 mei 1947. Nieuwe bewoners werden vooral uit Slowakije gehaald (met name Roma). In dat jaar, 1947, werd de enkele stadsnaam Děčín ingevoerd. In het Duits is de dubbele naam Tetschen-Bodenbach nog steeds gebruikelijk. De uit de stad en omgeving verdrevenen bewoners vluchtten naar Beieren en organiseerden zich in Nördlingen in het 'Heimatverband Kreis Tetschen-Bodenbach’ .
In 2002 werd in de stad de grootste aardwarmte-installatie van Europa in gebruik genomen. Een groot deel van de stad wordt nu met aardwarmte verwarmd. De grootte van de investering wordt geschat op zo'n 17 miljoen euro.
In 2006 kreeg Děčín de status statutaire stad.
Tegenwoordig is Děčín met iets minder dan 50.000 inwoners de op twee na grootste stad in de regio Ústí nad Labem.

## Bezienswaardigheden
- Kasteel Děčín (Schloss Tetschen): In de 13e eeuw werd de oorspronkelijke houten vesting omgebouwd tot een stenen kasteel. In de 16e eeuw werd het door het adellijke geslacht Von Bünau verbouwd tot een renaissanceslot. Na het einde van de Tweede Wereldoorlog werd het kasteel gebruikt door het Sovjetleger. Na het vertrek van de Russen in 1991 werd het kasteel gerenoveerd en tegenwoordig is een deel ervan open voor publiek. Naast het kasteel ligt de zogenaamde rozentuin (Ruzova zahrada), die als 'Rosengarten' in 1670 is aangelegd. De rozentuin wordt in de zomer gebruikt voor concerten.
- Heilige Kruiskerk (Kostel Svatého Kříže): als 'Heilig Kreuzkirche' gebouwd tussen 1687 en 1691.

In de omgeving:
- Pravčická brána
- Panská skála

## Vervoer
In de gemeente liggen meerdere spoorwegstations. Het belangrijkste is Děčín hlavní nádraží (Děčín hoofdstation). Vanuit Děčín kan men in alle windrichtingen per trein reizen. Onder andere de spoorverbinding van Praag via Ústí nad Labem naar Dresden (Duitsland) gaat door de stad. Verder gaan er spoorwegen naar het westen (Teplice) en oosten (Česká Lípa).

## Partnersteden
Momenteel heeft Děčín partnerschappen met de volgende steden:
- Pirna (Duitsland)
- Jonava (Litouwen)

## Geboren
- Balthasar Resinarius (ca. 1485–1545), componist en bisschop van Leipa
- Wenzeslaus Graf von Thun (1629–1673), vorst-bisschop van Passau en Gurk
- Friedrich Graf von Thun und Hohenstein (1810–1881), Oostenrijks diplomaat
- Leo Graf von Thun und Hohenstein (1811–1888) Oostenrijks minister en onderwijshervormer
- Miroslav Tyrš (1832–1884, oorspronkelijk Friedrich Immanuel Tirsch), Boheems kunstcriticus en oprichter van de nationale turnbeweging ‘Sokol’
- Friedrich Kraus (1858–1936), Oostenrijks internist-patholoog, ontwikkelde de elektrocardiografie
- Julius Arigi (1895–1981), gelauwerd oorlogsvliegenier in het Oostenrijks-Hongaarse leger
- Karl Valentin Müller (1896–1963), Duits nazistisch georiënteerde antropoloog
- Friedrich Prinz (1928–2003), Duits historicus-hoogleraar aan de Universiteit van München
- Egon Klepsch (1930–2010), Duits parlementariër en Europoliticus
- Gustav Hesse (1931-2001), vice-admiraal in Volksarmee van de ‘Duitse Democratische Republiek’.
- Hans Ticha (1940), Duits schilder en graficus
- Helmut Schühler (1942), Duits voetballer en voetbalbestuurder
- Patrik Majer (1971), componist en musicus in Berlijn
- Vladimír Šmicer (1973), voetballer
- Tomáš Kraus (1974), freestyleskiër
- Karolína Kurková (1984), fotomodel

Arnoltice · 
Benešov nad Ploučnicí · 
Bynovec · 
Česká Kamenice · 
Děčín · 
Dobkovice · 
Dobrná · 
Dolní Habartice · 
Dolní Podluží · 
Dolní Poustevna · 
Doubice · 
Františkov nad Ploučnicí · 
Heřmanov · 
Horní Habartice · 
Horní Podluží · 
Hřensko · 
Huntířov · 
Chřibská · 
Janov · 
Janská · 
Jetřichovice · 
Jílové · 
Jiřetín pod Jedlovou · 
Jiříkov · 
Kámen · 
Krásná Lípa · 
Kunratice · 
Kytlice · 
Labská Stráň · 
Lipová · 
Lobendava · 
Ludvíkovice · 
Malá Veleň · 
Malšovice · 
Markvartice · 
Merboltice · 
Mikulášovice · 
Rumburk · 
Růžová · 
Rybniště · 
Srbská Kamenice · 
Staré Křečany · 
Starý Šachov · 
Šluknov · 
Těchlovice · 
Valkeřice · 
Varnsdorf · 
Velká Bukovina · 
Velký Šenov · 
Verneřice · 
Veselé · 
Vilémov